# Desert People
Desert People è un documentario del 1967 diretto da Ian Dunlop.